# Carlos Edwards
Carlos Akenhaton Edwards, né le 24 octobre 1978 à Diego Martin, est un footballeur international trinidadien jouant au poste de milieu de terrain à Hadleigh United.

## Biographie

### Parcours en sélection
Il a eu sa première cape le 5 juin 1999 à l'occasion d'un match contre la Grenade lors de la Coupe caribéenne des nations 1999. 
Edwards participe à la Coupe du monde 2006 avec l'équipe de Trinité-et-Tobago.